# Parc de préhistoire de Bretagne
Le parc de préhistoire de Bretagne est un parc à thèmes consacré à la Préhistoire et aux animaux disparus. Il est situé à Malansac, près de Rochefort-en-Terre, dans le Morbihan, en Bretagne.

## Historique
Le parc ouvre au public en 1988 sur un ancien site de production d'ardoises, à Malansac, rendu à des paysages naturels. À ses débuts, il est orienté vers la Préhistoire humaine, et en particulier le Néolithique, largement représenté en Bretagne à travers ses édifices mégalithiques. Le parc se diversifie à partir de 1992 en présentant au public des reproductions grandeur nature de dinosaures.

## Description
Sur un terrain de 25 hectares, le parc propose un parcours scénique pédestre empruntant des sentiers en milieu naturel : forêt, lacs dans les anciennes carrières d'ardoises. Le parcours donne accès à 36 scènes en taille réelle, représentant entre autres des hommes préhistoriques de différentes époques (Paléolithique, Mésolithique, Néolithique).